# 4699 Sootan
4699 Sootan (1986 VE) là một tiểu hành tinh vành đai chính được phát hiện ngày 4 tháng 11 năm 1986 bởi R. H. McNaught ở Siding Spring.